# Світлоносець
Світлоносець (англ. Whitelighter) — вигаданий персонаж телесеріалу «Усі жінки — відьми». Ці істоти є колишніми смертними людьми, яким дають другий шанс на життя для того, щоб служити янгольській групі, відомій як Старійшини. Вони — янголи-охоронці для добрих відьом й інших майбутніх світлоносців.

## Опис
Світлоносці є «янголами-охоронцями» для добрих відьом і майбутніх світлоносців. Вони стежать за своїми підопічними та втручаються у разі потреби, щоб допомогти їм на своєму шляху, зберегти їх у безпеці, вони можуть також бути викликані своїми підопічними. Вони можуть постійно чути кожний момент життя своїх підопічних у своїх головах, якщо один з них називає ім'я свого світлоносця, він / вона, як правило, з'являються у той же момент.
Світлоносці, зазвичай, хороші люди, які померли. Вони отримують вибір — стати світлоносцем і отримати повноваження янгола-охоронця чи повністю перейти до загробного життя. Їх тіла є копіями своїх колишніх людських тіл, але складаються з чогось, що схоже на білі вогні, світло (звідси і термін світлоносець). Вони мають здатність зцілення.